# Astroide

Um astroide.

A construção do astroide.

O astroide sendo representado como um envelope comum de uma família de elipses traçadas, onde a + b = const.

Um astroide é um tipo específico de curva matemática: uma hipocicloide com quatro vértices. Especificamente, é o lugar geométrico de um ponto num círculo que gira quatro vezes dentro de um círculo fixo num raio. Pela geratriz dupla, é também o lugar geométrico de um ponto num círculo, na medida em que gira dentro de um círculo fixo com o raio em 4/3 vezes. Pode igualmente ser definido como uma envoltória de um segmento de reta com um ponto de extremidade em cada um dos eixos. Por conseguinte, é a envoltória da barra móvel do Tresmalho de Arquimedes.
O nome contemporâneo deriva da palavra grega que significa "estrela". Originalmente, foi proposto na forma de "Astrois", pelo astrónomo austríaco Joseph Johann von Littrow em 1838. A curva possui vários nomes, que incluem tetracúspide (ainda utilizado), cubocicloide, e paraciclo. É praticamente similar à evoluta de uma elipse.

## Equações
Se o raio do círculo fixo for a, então a equação é feita por:
{\displaystyle x^{2/3}+y^{2/3}=a^{2/3}.\,}
Isto implica que um astroide é também uma superelipse.
As equações paramétricas são:
{\displaystyle x=a\cos ^{3}t={a \over 4}(3\cos t+\cos 3t),}
{\displaystyle y=a\sin ^{3}t={a \over 4}(3\sin t-\sin 3t).}
Uma equação pedal em relação à origem é: 
{\displaystyle r^{2}=a^{2}-3p^{2},}
A equação de Whewell é:
{\displaystyle s={3a \over 4}\cos 2\varphi ,}
E a equação de Cesàro é:
{\displaystyle R^{2}+4s^{2}={\frac {9a^{2}}{4}}.}
A equação polar é:
{\displaystyle r={\frac {a}{(\cos ^{2/3}\theta +\sin ^{2/3}\theta )^{3/2}}}.}
O astroide é um lugar geométrico real de uma curva algébrica plana de género zero. Tem a seguinte equação:
{\displaystyle (x^{2}+y^{2}-a^{2})^{3}+27a^{2}x^{2}y^{2}=0.\,}
O astroide é portanto uma curva algébrica real de sexto grau.

## Derivação da equação polinomial
A equação polinomial pode ser derivada da equação de Leibniz através da álgebra elementar:
{\displaystyle x^{2/3}+y^{2/3}=a^{2/3}.\,}
Em ambos os lados do cubo:
{\displaystyle x^{6/3}+3x^{4/3}y^{2/3}+3x^{2/3}y^{4/3}+y^{6/3}=a^{6/3}\,}
{\displaystyle x^{2}+3x^{2/3}y^{2/3}(x^{2/3}+y^{2/3})+y^{2}=a^{2}\,}
{\displaystyle x^{2}+y^{2}-a^{2}=-3x^{2/3}y^{2/3}(x^{2/3}+y^{2/3})\,}
Em ambos os lados do cubo de novo:
{\displaystyle (x^{2}+y^{2}-a^{2})^{3}=-27x^{2}y^{2}(x^{2/3}+y^{2/3})^{3}\,}
Mas desde que:
{\displaystyle x^{2/3}+y^{2/3}=a^{2/3}\,}
Siga assim:
{\displaystyle (x^{2/3}+y^{2/3})^{3}=a^{2}.\,}
Sendo:
{\displaystyle (x^{2}+y^{2}-a^{2})^{3}=-27x^{2}y^{2}a^{2}\,}
ou:
{\displaystyle (x^{2}+y^{2}-a^{2})^{3}+27x^{2}y^{2}a^{2}=0.\,}

## Propriedades métricas
Uma área envolvente
{\displaystyle {\frac {3}{8}}\pi a^{2}}
Comprimento da curva
{\displaystyle 6a}
O volume da superfície de revolução da área envolvente sobre o eixo x.
{\displaystyle {\frac {32}{105}}\pi a^{3}}
A área da superfície de revolução sobre o eixo x
{\displaystyle {\frac {12}{5}}\pi a^{2}}

## Propriedades
O astroide tem quatro vértices nas singularidades do plano real, os pontos da estrela. Possui mais duas singularidades complexas na infinidade, e quatro pontos duplos complexos, tendo um total de dez singularidades.
A curva dupla relativa ao astroide é a curva cruciforme, com a equação: {\displaystyle \textstyle x^{2}y^{2}=x^{2}+y^{2}.} A evoluta de um astroide é duas vezes maior.